# NGC 3720
NGC 3720 ist eine Spiralgalaxie vom Hubble-Typ S im Sternbild Löwe an der Ekliptik. Sie ist schätzungsweise 260 Mio. Lichtjahre von der Milchstraße entfernt und hat einen Durchmesser von etwa 75.000 Lj. Gemeinsam mit NGC 3719 bildet sie ein gebundenes Galaxienpaar.
Die Typ-II-Supernova SN 2002at wurde hier beobachtet.
Das Objekt wurde am 15. März 1866 von Heinrich Louis d’Arrest entdeckt.